# Magnarps strandmarker
Magnarps strandmarker är ett kommunalt naturreservat i Ängelholms kommun i Skåne län.
Området är naturskyddat sedan 2015 och är 15 hektar stort. Reservatet ligger i anslutning till Vejbystrand och består av en långsmal kustremsa som tidigare användes som betesmark. Här finns både mager sandhed och en lågvuxen strandskog.